# L'Imposteur (film, 2005)
Pour les articles homonymes, voir L'Imposteur.
Pour plus de détails, voir Fiche technique et Distribution.
L’imposteur (Falscher Bekenner) est un film réalisé par Christoph Hochhäusler en 2005.

## Synopsis
Un jeune banlieusard victime de l’ennui se met à écrire des lettres anonymes. Tout d’abord au sujet d’un accident dont il a été spectateur, puis sur un crime dont il vient de prendre connaissance. Ce petit jeu devient vite obsessionnel. 

## Fiche technique
- Titre : L'Imposteur
- Titre original : Falscher Bekenner
- Réalisation : Christoph Hochhäusler
- Scénario : Christoph Hochhäusler
- Musique : Benedikt Schiefer
- Photographie : Bernhard Keller
- Montage : Stefan Stabenow
- Production : Bettina Brokemper
- Société de production : Heimatfilm et Zentropa
- Pays :  Allemagne et  Danemark
- Langue : Allemand
- Genre : Drame et thriller
- Durée : 94 minutes
- Couleur : Couleur
- Date de sortie : 
  -  France : 15 mai 2005 (festival de Cannes), 10 mai 2006

## Distribution
- Constantin von Jascheroff : Armin Steeb
- Manfred Zapatka : Martin Steeb
- Victoria Trauttmansdorff (en) : Marianne Steeb
- Nora von Waldstätten : Katja Fichtner
- Devid Striesow : Martin Steeb Jr.
- Florian Panzner : Stefan Steeb
- Thomas Dannemann : M. Kleine
- Laura Tonke : Christiane Steeb
- Dennis Prinz : Ulrich Wendt
- Martin Kiefer : Richard Gassner
- Walter Gontermann : M. Hülsmann
- Jörg Pose : M. Esken
- Thomas Meinhardt : Ernst Matuschek
- Wieslawa Wesolowska : Josy Matuscheck
- Max Limper : l'homme vêtu de cuir